# 今井敦 (俳優)
今井 敦（いまい あつし、1957年4月25日 - ）は、日本の舞台俳優、声優。劇団ザ・スーパー・カムパニイ所属。宮城県出身。特技はベース、ギター、歌。
2000年、即興演劇「だんすだんすだんす」を旗揚げ。現在も、数多くの舞台に出演している。

## 出演作品

### テレビアニメ
1997年
- ケロケロちゃいむ（弟、なめーる君）
- るろうに剣心 -明治剣客浪漫譚-（新八）

1998年
- 発明BOYカニパン（クロヤーギ）

1999年
- こちら葛飾区亀有公園前派出所（日暮熟睡男〈2代目〉、両津金次郎）

2016年
- こちら葛飾区亀有公園前派出所 THE FINAL 両津勘吉 最後の日（日暮熟睡男）

### OVA
1997年
- ベイビィ★LOVE（瀬戸家の父親）

### ゲーム
2010年
- こちら葛飾区亀有公園前派出所 勝てば天国!負ければ地獄! 両津流 一攫千金大作戦!（日暮熟睡男）

### 舞台
- 夏の夜の夢
- ミュージカル坂本龍馬
- ホワイト・レビュー
- オーカッサンとニコレット
- カメルンと呼ばれた女
- アパートの鍵貸します
- 花